# Рудолф Филиповић
Рудолф Филиповић ((Златар, 15. септембар 1916 — Загреб, 20. децембар 2000) je хрватски лингвист, англист, лексикограф, редовни професор Загребачког свеучилишта, академик Југославенске академије знаности и умјетности и Европске академије у Лондону. Професор емеритус Загребачког свеучилишта (емеритован као покојни).

## Биографија
Рудолф Филиповић рођен је 15. септембра 1916. године у Златару. Основну школу завршио је у Вараждину, а гимназију у Сремској Митровици.
На Филозофском факултету у Загребу стекао је 1940. године диплому из енглеског језика и књижевности.
Од 1945. године ради као асистент на Филозофском факултету у Загребу.
Убрзо је добио британску стипендију. Академску годину 1945/1946 провео је на Универзитету у Шефилду, на последипломским студијама лингвистике и дијалектологије, као и на Универзитету у Лондону где је изучавао фонетику.
Докторирао је на Филозофском факултету у Загребу 1948. године радом Одјеци енглеске књижевности у Хрватској у 19. стољећу.
За доцента Филозофског факултета у Загребу изабран је 1950. године. Исте године оснива и Катедру за енглески језик. Године 1957. изабран је зѕ ванредног професора. Редовни професор при Одсеку за англистику постаје 1961. године.
Један је од оснивача Института за лингвистику Филозофског факултета у Загребу и његов управник.
Суоснивач је многих часописа : Suvremena lingvistika, Studia Romanica et Anglica Zagrabiensia, Strani jezici, Filologija и других.
Рудолф Филиповић преминуо је 20. децембра 2000. године
Био је члан Хрватске академије знаности и умјетности. Добитник је многих награда и признања.

## Дела(избор)
1. Englesko-hrvatski rječnik (1. izdanje 1955, nakon toga 22 izdanja) 48420871
2. The Phonemic Analysis of English Loan-Words in Croatian
3. Engleski element u hrvatskome i ruskom jeziku (s Anticom Menac)
4. An Outline of English Grammar
5. Kontakti jezika u teoriji i praksi
6. Teorija jezika u kontaktu
7. Anglicizmi u hrvatskom jeziku , 1990.
8. Engleski izgovor
9. English Element in European Languages
10. Gramatika engleskog jezika, 1951.
11. Deskriptivna gramatika engleskog jezika, 1960.[4]